# Geleitzug RA 59A
Der Geleitzug RA 59A war ein alliierter Nordmeergeleitzug, der im August 1944 im sowjetischen Murmansk zusammengestellt wurde und weitestgehend ohne Ladung in das schottische Loch Ewe fuhr. Die Alliierten erlitten keine Verluste, während auf deutscher Seite ein U-Boot verlorenging.

## Zusammensetzung und Sicherung

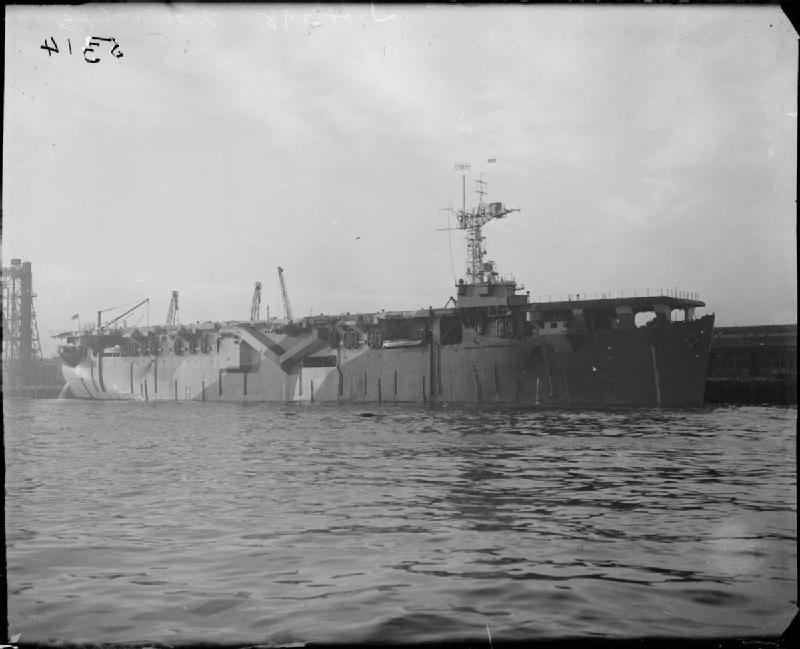
Der Geleitträger Vindex …

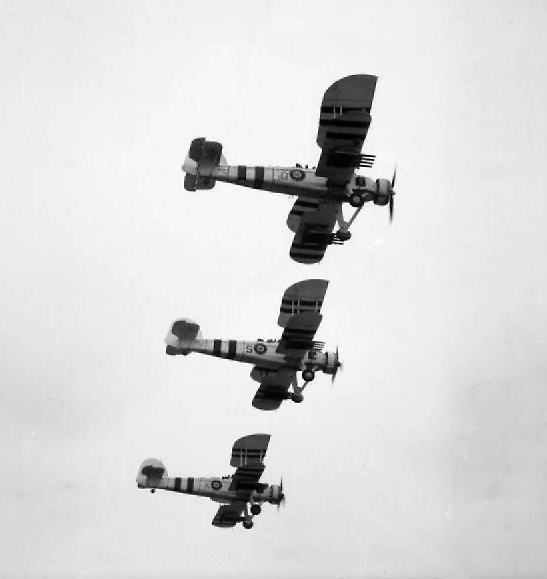
… war mit raketentragenden Fairey Swordfish bestückt

Der Geleitzug RA 59A setzte sich aus neun Frachtschiffen zusammen. Am 28. August 1944 verließen sie die Murmansk vorgelagerte Kola-Bucht (Lage) in Richtung Loch Ewe (Lage). Die Nahsicherung des Geleitzuges übernahmen die Geleitträger Vindex und  Striker, der Kreuzer Jamaica und die Zerstörer Milne, Marne, Meteor, Musketeer und Caprice. Den Eskortendienst führten die 20. und 22. Escortgroup durch, mit den Zerstörern Keppel und Whitehall, den Sloops Cygnet, Kite, Mermaid, Peacock, der Fregatte Loch Dunvegan und den Korvetten Bluebell, Camellia, Charlock, Honeysuckle und Oxlip. Zeitgleich fuhren zwei britische Trägergruppen mit, die Luftangriffe auf das deutsche Schlachtschiff Tirpitz durchführen sollten. Dabei handelte es sich um eine Gruppe mit den Trägern Indefatigable, Formidable und Furious, dem Schlachtschiff Duke of York, den Kreuzern Devonshire, Berwick und 14 Zerstörern. Die zweite Gruppe bestand aus den Geleitträgern Trumpeter, Nabob (kanadisch) und der 5. Escort Group mit den Zerstörern Bickerton, Aylmer, Bligh, Garlies, Kreats und Kempthorne.
| Name               | Typ      | Flagge                 | Vermessung in BRT | Verbleib |
| ------------------ | -------- | ---------------------- | ----------------- | -------- |
| Barbara Friet Chie | Frachter | Vereinigte Staaten     | 7176              |          |
| Empire Bard        | Frachter | Vereinigtes Königreich | 3114              |          |
| Empire Elgar       | Frachter | Vereinigtes Königreich | 2847              |          |
| Empire Prowess     | Frachter | Vereinigtes Königreich | 7058              |          |
| Fort Vercheres     | Frachter | Vereinigtes Königreich | 7128              |          |
| Herbrand           | Frachter | Norwegen               | 9108              |          |
| Lacklan            | Frachter | Vereinigtes Königreich | 8670              |          |
| Luculus            | Frachter | Vereinigtes Königreich | 6546              |          |
| W R Grace          | Frachter | Vereinigte Staaten     | 7176              |          |

## Verlauf
Gegen den Geleitzug RA 59A setzten die Deutschen die U-Boot-Gruppe „Trutz“ mit den Booten U 344, U 354, U 365, U 668, U 394, U 363, U 703, U 711 und U 997 ein. Sie bezogen einen Vorpostenstreifen zwischen dem Nordkap und der Bäreninsel, der so genannten Bärenenge. Aber weder die U-Boote noch die deutsche Luftaufklärung konnten Fühlung aufnehmen. Am 2. September beschädigte eine Swordfish des Trägers HMS Vindex U 394 schwer. Bei der anschließenden Jagd durch die Zerstörer HMS Keppel und HMS Whitehall und die Sloops HMS Mermaid und HMS Peacock wurde es dann versenkt (Lage).
Die beiden Trägergruppen führten am 24. August einen weiteren Angriff gegen die Tirpitz, bei dem sie zwei unbedeutende Treffer erzielten, und am 29. August einen vierten Angriff, bei dem nur Z 31 und Z 34 durch Bordwaffenfeuer leicht beschädigt wurden. Insgesamt wurden bei den Angriffen auf die Tirpitz 247 Einsätze geflogen.
Am 5. September 1944 erreichte der Geleitzug Loch Ewe.